# Danh sách loài trong bộ Notostraca

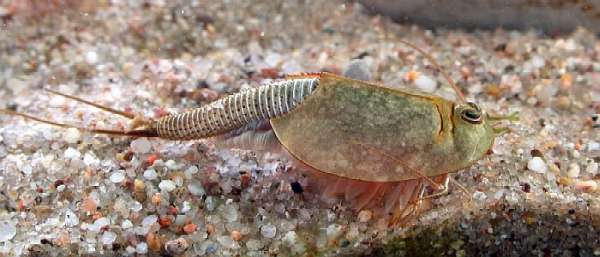
Một con Triops longicaudatus

Danh sách các loài trong bộ Notostraca bao gồm các loài tôm nòng nọc. Trong đó có hai chi, Triops và Lepidurus, được xem là hóa thạch sống, chúng đã không thay đổi đáng kể hình thái bên ngoài kể từ kỷ Devon.

## Danh sách
| Loài                 | Tên gọi Việt                                        | Đặt tên                                          | Phân bố                                                      | Phân loại     | Hình ảnh | Ghi chú |
| -------------------- | --------------------------------------------------- | ------------------------------------------------ | ------------------------------------------------------------ | ------------- | -------- | ------- |
| Triops cancriformis  | Tôm nòng nọc thông thường                           | Bosc, 1801                                       | Châu Âu, Trung Đông và Nhật Bản                              | Họ Triopsidae |          |         |
| Triops australiensis | Tôm lá chắn                                         | Spencer & Hall, 1895                             | Lục địa Úc ngoại trừ khu vực Tây Úc, Queenlands và Tasmania. | Họ Triopsidae |          |         |
| Triops baeticus      |                                                     | Korn, 2010                                       | Châu Âu và Bắc Á ngoại trừ Trung Quốc.                       | Họ Triopsidae |          |         |
| Triops granarius     | Nam Á, Châu Âu, Bắc Á (trừ Trung Quốc) và Châu Phi. | Lucas, 1869                                      |                                                              |               |          |         |
| Triops mauritanicus  |                                                     |                                                  |                                                              |               |          |         |
| Triops emeritensis   |                                                     |                                                  |                                                              |               |          |         |
| Triops vicentinus    |                                                     | Korn, Machado, Cristole Cancela da Fonseca, 2010 |                                                              |               |          |         |
| Triops newberryi     |                                                     |                                                  |                                                              |               |          |         |
| Triops longicaudatus |                                                     |                                                  |                                                              |               |          |         |
|                      |                                                     |                                                  |                                                              |               |          |         |